# Aluizio Abranches
Aluizio Abranches es un prestigioso guionista y cineasta brasileño. Es reconocido mundialmente por su polémico filme Do Começo ao Fim.
Aluizio acumuló experiencia trabajando como asistente y productor de varios filmes exitosos de Brasil, consiguiendo reconocimiento por sus trabajos. En 1999, debutó como director con el filme Um Copo de Cólera, basado en la novela homónima de Raduan Nassar. Aluizio se graduó en Economía, pero cuando fue a Londres a hacer la Maestría optó por el cine y estudió en la London Film School.

## Filmografía
- 1989 - A Porta Aberta (cortometraje)
- 1999 - Um Copo de Cólera
- 2002 - As Três Marias
- 2009 - Do Começo ao Fim